# Récepteur de mort
Les récepteurs de mort sont des récepteurs cellulaires qui induisent l'apoptose lorsqu'ils sont activés par leurs ligands. 
Le signal de mort cellulaire est médié par des facteurs solubles comme FasL, le TRAIL ou DR, TNF-α, la perforine, la granzyme B. Ils vont activer des mécanismes intracellulaires mettant en jeu les caspases.
les récepteurs de la mort trimérisent sous l'action de ligand via leur domaine cytoplasmique ou domaine de la mort TRADD. le trimère s'associe avec la protéine FADD (de l'anglais : Fas-Associated Death Domain protein) créant le complexe DISC. DISC active le procaspase 8 et procaspase 10 en caspase 8 et caspase 10 qui à leur tour activent les autres caspases.
Noms usuels des récepteurs :  
- Fas / APO-1 / CD95 qui lie à FasL / CD95L
- TNFR1 qui lie à TNF-a
- DR3 / APO-3 / SWL-1 / TRAMP qui lie à APO3L
- DR4 / TRAIL-R1 qui lie à APO2L / TRAIL
- DR5 / TRAIL-R2 / KILLER qui lie à APO2L / TRAIL[1]